# Давлетьянц Олександр Іванович
Давлетьянц Олександр Іванович — фахівець у галузі радіоелектроніки. Доктор технічного н. (1991), професор (1995)

## Біографія
Закінчив Київський інститут інженерної цивільної авіації в 1970 р, де відтоді й працює (нині Національний авіаційний університет): 1976—1992 рр. — доцент, від 1992 — професор. Бере участь у розробці й виконанні державних програм з розвитку авіатранспорту. Розроблені ним пристрої з безпеки повітряного руху експлуатуються в аеропортах України та країн СНД.

## Праці
- Функция потерь при наличии нескольких каналов утечки информации // Защита информации: Сб. науч. тр. К., 1995;
- Алгоритм обнаружения искажений дельтамодулированного сигнала // Статист. методы обработки сигналов в авиац. РЭО: Межвузов. сб. науч. тр. К., 1995;
- Статистична радіотехніка: Навч. посіб. К., 1998 (співавт.);
- Результаты аналитического и экспериментального исследований эффективности алгоритма сжатия речевого сигнала, использующего принцип поразрядного кодирования // Защита информации: Сб. науч. тр. К., 2002 (співавт.);
- Огляд реєстраторів мовних сигналів та пропозицій щодо їх вдосконалення // Електроніка та системи упр. К., 2004.